# Orist
Orist – miejscowość i gmina we Francji, w regionie Nowa Akwitania, w departamencie Landy.
Według danych na rok 1990 gminę zamieszkiwały 503 osoby, a gęstość zaludnienia wynosiła 34 osób/km² (wśród 2290 gmin Akwitanii Orist plasuje się na 712. miejscu pod względem liczby ludności, natomiast pod względem powierzchni na miejscu 769.).